# جورج إس. ديفيس
جورج إس. ديفيس (بالإنجليزية: George S. Davis)‏ هو دي جيه ومغن مؤلف وعازف قيثارة أمريكي، ولد في 1904 في لافوليت في الولايات المتحدة، وتوفي في 1992 في لندن في الولايات المتحدة.

## وصلات خارجية
- جورج إس. ديفيس على موقع ميوزك برينز (الإنجليزية)
- جورج إس. ديفيس على موقع ديسكوغز (الإنجليزية)